# Steinberg-Dörfl
Steinberg-Dörfl é um município da Áustria localizado no distrito de Oberpullendorf, no estado de Burgenland.